# Gocta
Der peruanische Wasserfall Gocta ist mit 771 Metern Fallhöhe einer der höchsten der Erde. Sein Wasservolumen schwankt sehr stark, je nach dem augenblicklichen Niederschlag in seinem kleinen, felsigen Einzugsgebiet, das in einer Höhe zwischen 2500 und 3000 m  liegt. Er befindet sich in der Provinz Bongará und dem Distrikt Valera, etwa 20 Kilometer nördlich von Chachapoyas, der Hauptstadt der Region Amazonas in Peru. Wenige Kilometer nördlich liegt der Wasserfall Yumbilla, mit knapp 900 m Fallhöhe, aber nur zur Regenzeit wasserführend.
Der Gocta-Wasserfall liegt in den östlichen Anden, die auch als Yungas bezeichnet werden. Die nächstgelegenen Orte sind San Pablo, 1934 m und Cocachimba, 1796 m hoch gelegen. Die Temperatur in dieser Region schwankt zwischen 15 und 22 Grad Celsius. In den Wäldern im Umfeld des Wasserfalls kann die Temperatur durch die Feuchtigkeit und den Sprühnebel des Wasserfalls deutlich niedriger liegen.
Die Trockenzeit in dieser Region liegt zwischen Mai und September. In dieser Zeit kann die Wassermenge des Wasserfalls deutlich abnehmen. In der Regenzeit von Oktober bis April können Regenfälle die Wassermenge z. T. sehr plötzlich stark anschwellen lassen.
Der Name Gocta wird von dem Ruf des Gelbschwanz-Wollaffen (Lagotrix flavicauda) hergeleitet, der „Goj, Goj, Goj“ ruft.

## Legenden um Gocta
Zwei Mythen ranken sich um den Wasserfall, dessen Nähe die Nachfahren der Chachapoya fürchteten und dessen Existenz sie deshalb angeblich geheim zu halten suchten – lange konnte man den Gocta auf keiner Karte finden. So geht die Legende von einer schönen Sirene um, die in der Lagune des Wasserfalls wohnt. Sie gilt als Mutter der Fische des Flusses und Behüterin eines Goldschatzes. Wem sein Leben lieb sei, so sagen die Einheimischen, der wage sich nicht in ihre Nähe. Die andere Legende handelt vom Bauer Juan Mendoza, der auf unerklärliche Weise in der Nähe des Wasserfalls verschwunden sei; dem Glauben nach wurde Mendoza in einen Felsen verwandelt und muss sich nun mit seinen Schultern der gewaltigen Wassermassen wehren, die von oben herabstürzen.

## Entdeckung und Vermessung

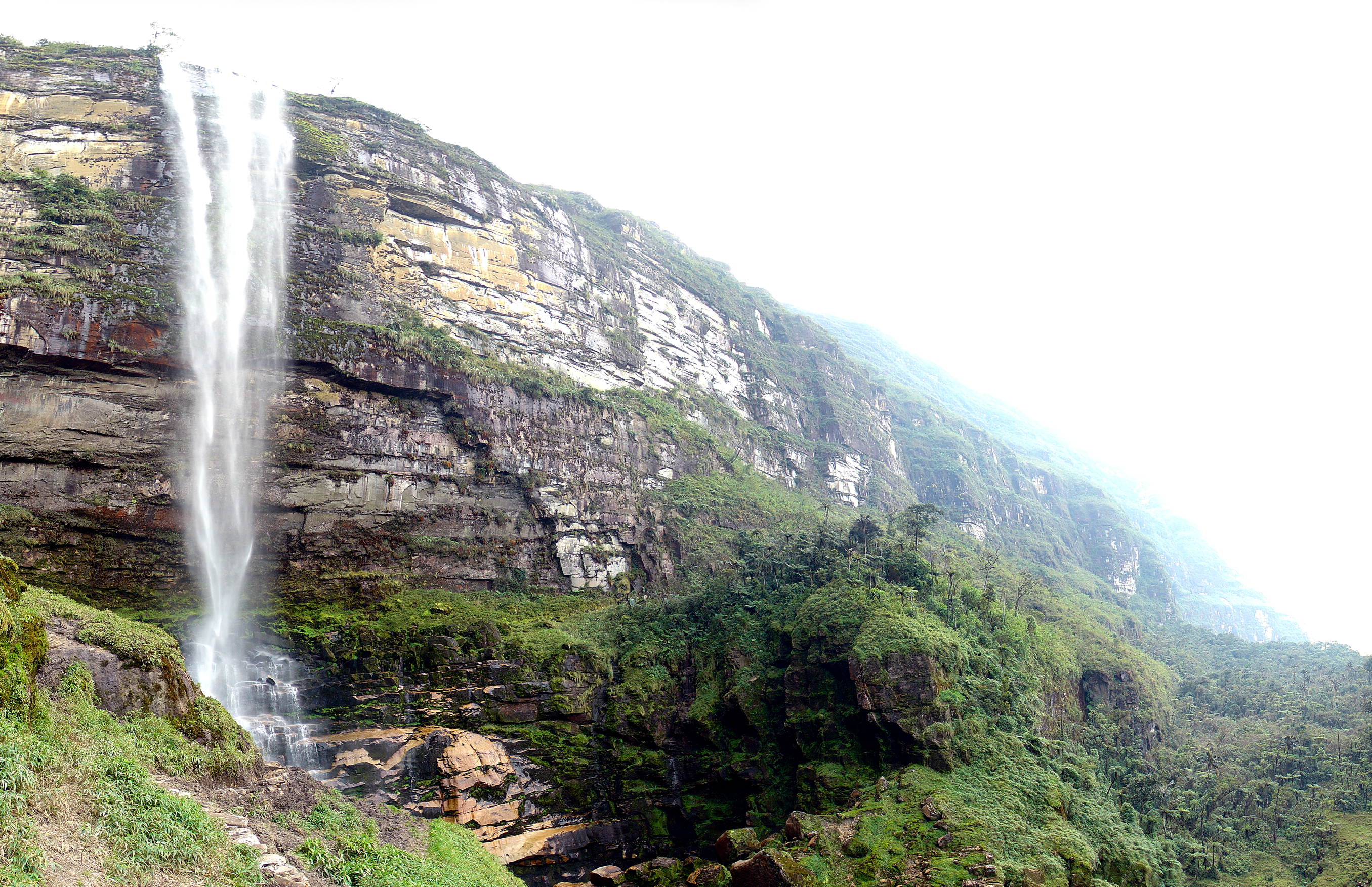
Der obere Teil des Wasserfalls

Stefan Ziemendorff, deutscher Entwicklungshelfer und Koordinator des Planes „100.000 Trinkwasseranschlüsse“, erblickte den imposanten Wasserfall erstmals 2002 während einer Expedition in dem unwegsamen Naturreservat. Ende Februar 2006 kehrte Ziemendorff mit einem peruanischen Forschungsteam zurück, um die Vermessung vorzunehmen. Dabei konnte die Höhe von 771 m mit einer Messunsicherheit von 13,5 m bestimmt werden.
Auf der anschließenden Pressekonferenz nannte Ziemendorff den Gocta als dritthöchsten Wasserfall der Welt, der nur vom Salto Ángel in Venezuela (972 m) und den Tugela Falls in Südafrika (948 m) übertroffen wird und die Yosemite Falls auf den vierten Rang verweist. Er berief sich dabei auf Angaben der National Geographic Society von 2005. Die Kriterien, die einen Wasserfall festlegen, sind jedoch umstritten. So werden teils auch der Ramnefjellsfossen (808 m) und der Mongefossen (773 m) in Norwegen als Wasserfälle klassifiziert. Allerdings weisen beide kaum freie Fälle auf und entstehen nur während der Schneeschmelze im Frühling. Auf der privat geführten Datenbank World Waterfall Database zufolge rangiert der Gocta an 14. Stelle. Dort kann allerdings jedermann Wasserfälle mit ungeprüften Höhen eintragen.

## Tourismus
Im Umkreis des Wasserfalls ist das Gebiet der Sierra (Gebirge – Vorstufe des Regenwalds) vorherrschend mit vielen vom Aussterben bedrohten Tierarten. Hierzu gehören Brillenbär,  sowie seltene Kolibri- und Papageienarten. Der Regenwald ist Teil eines 3.300 Quadratkilometer großen Naturreservates.
Dieses Naturparadies wird von extensiver Landwirtschaft (Zuckerrohr) bedroht, die bisher die einzige Einkommensquelle der nahe gelegenen Dörfer San Pablo und Cocachimba darstellt. Die Bewohner der Gegend leben unter sehr einfachen Bedingungen. Besucher werden gebeten, vor Ort Fremdenführer zu suchen und Proviant zu kaufen. So wird sichergestellt, dass die Einnahmen durch den Tourismus nicht nur bei den großen Reiseagenturen bleiben, sondern der lokalen Bevölkerung eine direkte Verbesserung der Lebensverhältnisse bringen.
Jeder Besucher muss sich vor Ort im Gemeindehaus anmelden und 20 Soles Eintritt bezahlen. Für die Wanderung von gut zwei Stunden zum Fuß der oberen oder unteren Stufe ist ein lokaler Führer unabdingbar. Ohne Führer darf man den Wasserfall nur nach schriftlicher Bestätigung der Kenntnis der möglichen Gefahren aufsuchen.
Am 28. Juni 2016 verstarb ein 28-jähriger Südkoreaner, der am Wasserfall ein Selfie machen wollte, um die Aussicht seinen koreanischen Freunden zu zeigen. Der Südkoreaner hatte die Anweisung seines Führers missachtet, sich weiter weg vom Wasserfall aufzuhalten, sodass er letztendlich auf einem rutschigen Stein das Gleichgewicht verlor und vom Fluss zum Wasserfall getragen wurde, den er hinunter stürzte. Sein Körper blieb am Fuß des Wasserfalls liegen und konnte sieben Tage später geborgen werden.